# Stellar-Triebwerk

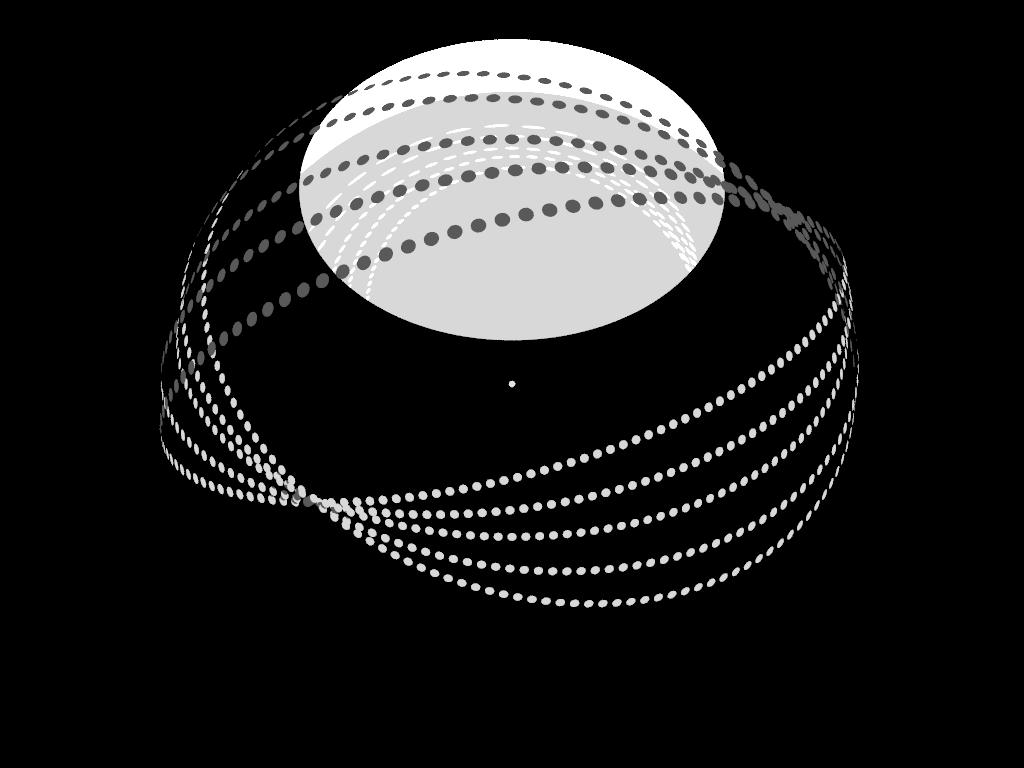
Class C Stellar Engine – maßstabsgetreu – um einen sonnenähnlichen Stern gebaut. Er besteht aus einem teilweisen Dyson-Schwarm aus 5 Dyson-Ringen mit Sonnenkollektoren (die Klasse-B-Komponente) und einem großen Statite (von statisch und Satellite) Shkadov-Triebwerk (die Klasse-A-Komponente). Die Perspektive ist von unterhalb der Ekliptik des Systems in einer Entfernung von ≈2,8 Astronomische Einheit (AU). Die Beschleunigungsrichtung des Systems liegt auf einem Vektor, der vom Zentrum des Sterns durch das Zentrum des Shkadov-Triebwerks, das über dem Nordpol des Sterns (in Bezug auf die Ekliptik) schwebt, in einer Entfernung von 1 AE verläuft.

Stellar-Triebwerke (von englisch ‚Stellar engine‘) sind sternenförmige Triebwerke, die eine Klasse von hypothetischen Megastrukturen darstellen, die die Strahlung eines Sterns nutzen, um Energie zu erzeugen. Das Konzept wurde im Jahr 2000 von Viorel Badescu und Richard B. Cathcart eingeführt. Einige Varianten nutzen diese Energie, um Schub zu erzeugen und damit einen Stern und alles, was ihn umkreist, in eine bestimmte Richtung zu beschleunigen. Die Erschaffung eines solchen Systems würde seine Erbauer zu einer Typ-II-Zivilisation auf der Kardaschow-Skala machen.

## Klassen
Es wurden 3 Klassen von Stellar-Triebwerken definiert.

### Klasse A (Shkadov-Triebwerke)
Eines der einfachsten Beispiele für ein Stellar-Triebwerk ist das nach Leonid Shkadov (1927–2003) benannte Shkadov-Triebwerk, der es zuerst vorgeschlagen hatte oder ein Sterntriebwerk der Klasse A.
Ein solches Triebwerk ist ein stellares Antriebssystem, bestehend aus einem riesigen Spiegel/Lichtsegel – eigentlich eine massive Art von Sonnen-Statite (statisch und Satellite), der groß genug ist, um als Megastruktur klassifiziert zu werden –, das die Gravitationsanziehung zum Stern hin und den Strahlungsdruck vom Stern weg ausgleichen würde. Da der Strahlungsdruck des Sterns nun asymmetrisch wäre, d. h. mehr Strahlung in eine Richtung emittiert wird als in eine andere, wirkt der „überschüssige“ Strahlungsdruck als Netto-Schub und beschleunigt den Stern in Richtung des schwebenden Statiten. Ein solcher Schub und eine solche Beschleunigung wären sehr gering, aber ein solches System könnte für Jahrtausende stabil sein. Jedes Planetensystem, das an den Stern gebunden ist, würde von seinem Mutterstern „mitgezogen“ werden. Für einen Stern wie die Sonne mit einer Leuchtkraft von 3.85e26 W und einer Masse von 1.99e30 kg würde der Gesamtschub, der durch die Reflexion der halben Sonnenleistung erzeugt wird, 1.28e18 N betragen. Nach einer Zeitspanne von einer Million Jahren würde sich daraus eine Geschwindigkeit von 20 m/s ergeben, mit einer Verschiebung von der ursprünglichen Position von 0,03 Lichtjahren. Nach einer Milliarde Jahren läge die Geschwindigkeit bei 20 km/s und die Verschiebung bei 34.000 Lichtjahren, also etwas mehr als ein Drittel der geschätzten Breite der Milchstraße.

### Klasse B
Ein Klasse B Stellar-Triebwerk ist eine Dyson-Sphäre – in welcher Variante auch immer –, die um den Stern herum gebaut wird und den Temperaturunterschied zwischen dem Stern und dem interstellaren Medium (ISM) nutzt, um Energie aus dem System zu gewinnen, möglicherweise unter Verwendung von Wärmekraftmaschinen oder Photovoltaik-Zellen. Im Gegensatz zum Shkadov-Triebwerk ist ein solches System nicht antriebsfähig.

### Klasse C
Ein Klasse C Stellar-Triebwerk, wie das Badescu-Cathcart-Triebwerk, kombiniert die beiden anderen Klassen, indem es sowohl die Antriebsaspekte des Shkadov-Triebwerks als auch die Energieerzeugungsaspekte eines Klasse-B-Triebwerks verwendet.

Dyson-Schwarm-Animation

Eine Dyson-Schale mit einer inneren Oberfläche, die teilweise von einem Spiegel bedeckt ist, wäre eine Inkarnation eines solchen Systems (obwohl sie unter den gleichen Stabilisierungsproblemen leiden würde wie eine nicht-propulsive Schale), ebenso wie ein Dyson-Schwarm mit einem großen Statite-Spiegel (siehe Bild oben). Eine Dyson-Blase-Variante ist bereits ein Shkadov-Triebwerk (vorausgesetzt, die Anordnung der Statite-Komponenten ist asymmetrisch); das Hinzufügen der Fähigkeit zur Energieextraktion zu den Komponenten scheint eine fast triviale Erweiterung zu sein.

#### Caplan-Triebwerke
Der Astronom Matthew E. Caplan von der Illinois State University hat eine Art stellares Triebwerk vorgeschlagen, das konzentrierte Sternenenergie verwendet, um bestimmte Regionen der äußeren Oberfläche des Sterns anzuregen und Strahlen des Sonnenwinds zu erzeugen, die von einer Multi-Bussard-Triebwerks-Anordnung aufgefangen werden, die gerichtetes Plasma zur Stabilisierung der Umlaufbahn und Strahlen von Sauerstoff-14 (14O) zum Antrieb des Sterns erzeugt. Unter Verwendung rudimentärer Berechnungen, die von einem maximalen Wirkungsgrad ausgehen, schätzt Caplan, dass der Bussardkollektor (auch Bussard Ramjet genannt) 1015 g Sonnenmaterial pro Sekunde verbrauchen würde, um eine maximale Beschleunigung von 10−9 m/s2 zu erzeugen, was eine Geschwindigkeit von 200 km/s nach 5 Millionen Jahren und eine Entfernung von 10 Parsecs in 1 Million Jahren ergeben würde. Während der Bussardkollektor angesichts der Massenverlustrate der Sonne theoretisch 100 Millionen Jahre lang funktionieren würde, hält Caplan 10 Millionen Jahre für eine stellare Kollisionsvermeidung für ausreichend. Sein Vorschlag wurde vom deutschen YouTube-Bildungskanal Kurzgesagt in Auftrag gegeben.

## Stern-Triebwerke in der Fiktion
- In Olaf Stapledons Science-Fiction-Roman Der Sternenmacher aus dem Jahr 1937 versuchen einige fortgeschrittene galaktische Zivilisationen, ihre Planetensysteme mit Hilfe von Sternen-Triebwerken durch die Galaxie zu treiben, um mit anderen fortgeschrittenen galaktischen Zivilisationen physisch in Kontakt zu treten. Es stellt sich jedoch heraus, dass die Sterne Lebensformen mit einem eigenen Bewusstsein sind und ihre Bewusstseine sind extrem verärgert darüber, dass dies mit ihnen geschieht, weil es den Kanon des galaktischen Balletttanzes verletzt, von dem die Sterne glauben, dass sie ein Teil davon sind und den die Sterne als den primären Fokus und das heiligste Ritual in ihrem Leben empfinden. Also rächen sich jene Sterne, deren umgebende Zivilisationen versuchen, sie zu zwingen, sich in eine andere Richtung zu bewegen, indem sie Selbstmord begehen, indem sie als Supernova explodieren und so ihre zugehörigen Welten zerstören. Damit beginnt der Jahrmillionen dauernde Krieg der Sterne und Welten, der zu einem Schlüsselereignis in der Geschichte der Galaxie wird. Der Krieg endet erst, als die galaktischen Zivilisationen herausfinden, wie sie telepathisch mit den Sternen kommunizieren können und einen Waffenstillstand vereinbaren.[7]

- Der Roman Manifold: Space von Stephen Baxter wird ein Shkadov-Triebwerk um einen Neutronenstern gebaut, der mit einem anderen Neutronenstern kollidieren soll; die Absicht ist, die Kollision zu verzögern, so dass die galaktische Zivilisation nicht ausgelöscht wird.

- Der Roman Bowl of Heaven (deutsch Himmelsjäger) von Larry Niven und Gregory Benford beschreibt eine schüsselförmige Megastruktur, die ihren Stern mit Hilfe von Magnetfeldern dazu bringt, einen Plasmastrahl auszustoßen, der den Stern in Begleitung der Megastruktur bewegt.[8]

- In dem Film Avengers: Infinity War im Marvel Cinematic Universe gibt es eine Reihe von Szenen, die sich in Nidavellir abspielen, einer stellaren Maschine, die als Waffenschmiede dient.